# Никоновская летопись

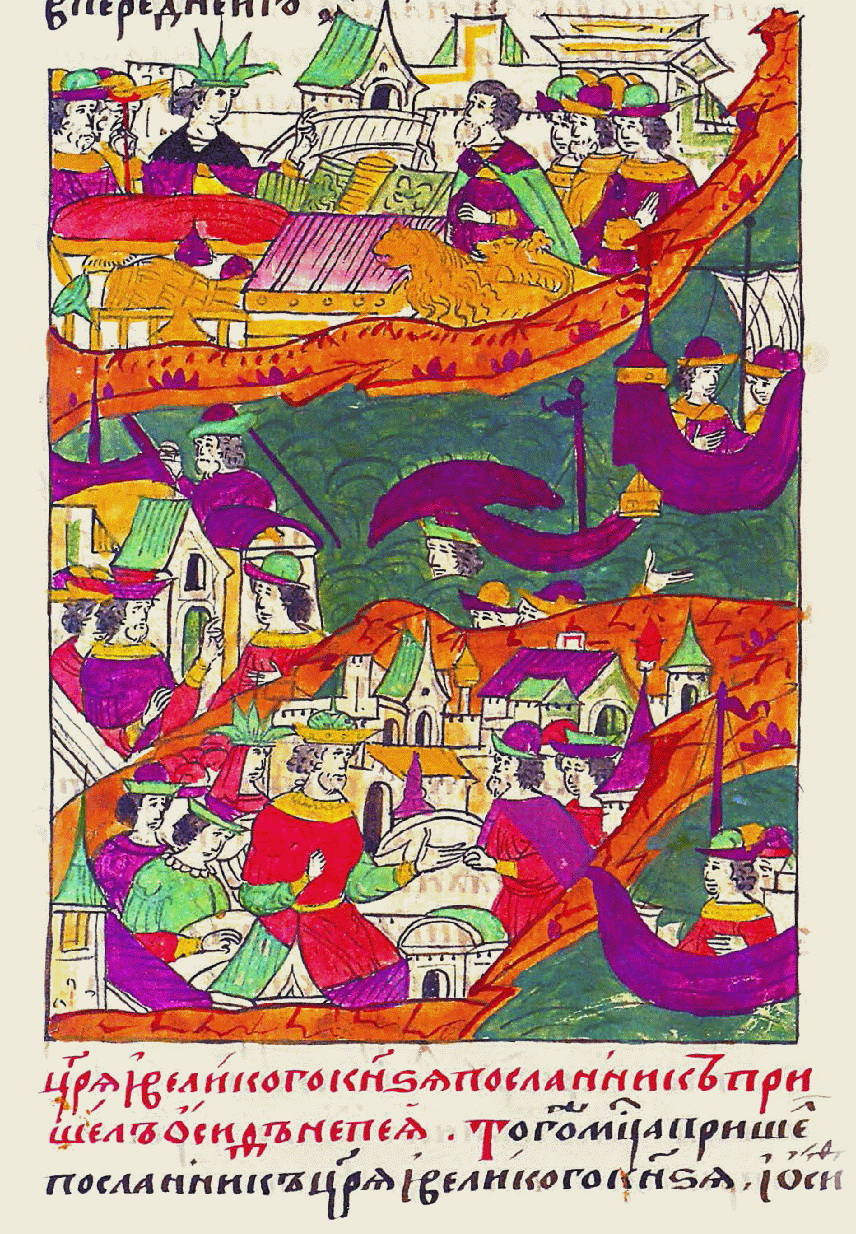
Иван IV отправляет Осипа Непею в Англию. Миниатюра Никоновской летописи. XVI век

Никоновская летопись — крупнейший памятник русского летописания XVI века. Названа по имени патриарха Никона, которому принадлежал один из её списков.
Изучение стилистических особенностей редакторских вставок в тексте летописи убеждает в том, что редактором-составителем этого летописного свода являлся митрополит Даниил.
Во 2-й половине 1550-х годов летописный свод митрополита Даниила был соединён с материалами официальной историографии. С митрополичьего летописца была снята копия и дополнена по Воскресенской летописи и Летописцу начала царства редакции 1556 г. — так образовался Патриарший список. Оригинал же летописного свода митрополита Даниила был дополнен по тем же источникам, которые были использованы и в Патриаршем списке: по Воскресенской летописи (но в другом объёме) и «Летописцу начала царства». Несколько позже к нему была присоединена ещё одна часть с изложением событий 1556—1558 гг. — так образовался список Оболенского (назван по оригиналу, который сохранился в рукописи, принадлежавшей М. А. Оболенскому).
В 1568—1576 гг., когда в Александровской слободе по царскому заказу создавался грандиозный Летописный свод Лицевой, список Оболенского использовался в качестве главного источника при изложении событий русской истории. Затем этот список был передан в Троице-Сергиев монастырь, где находился до 1637 г. В 1637 г. в монастыре с него была снята копия, которая положила начало новой редакции: текст летописи был дополнен некоторыми повестями и продолжен по «Новому летописцу». Эта редакция известна по нескольким спискам, один из которых (Никоновский) был выполнен специально для патриарха Никона и дал название всей летописи.

## Списки

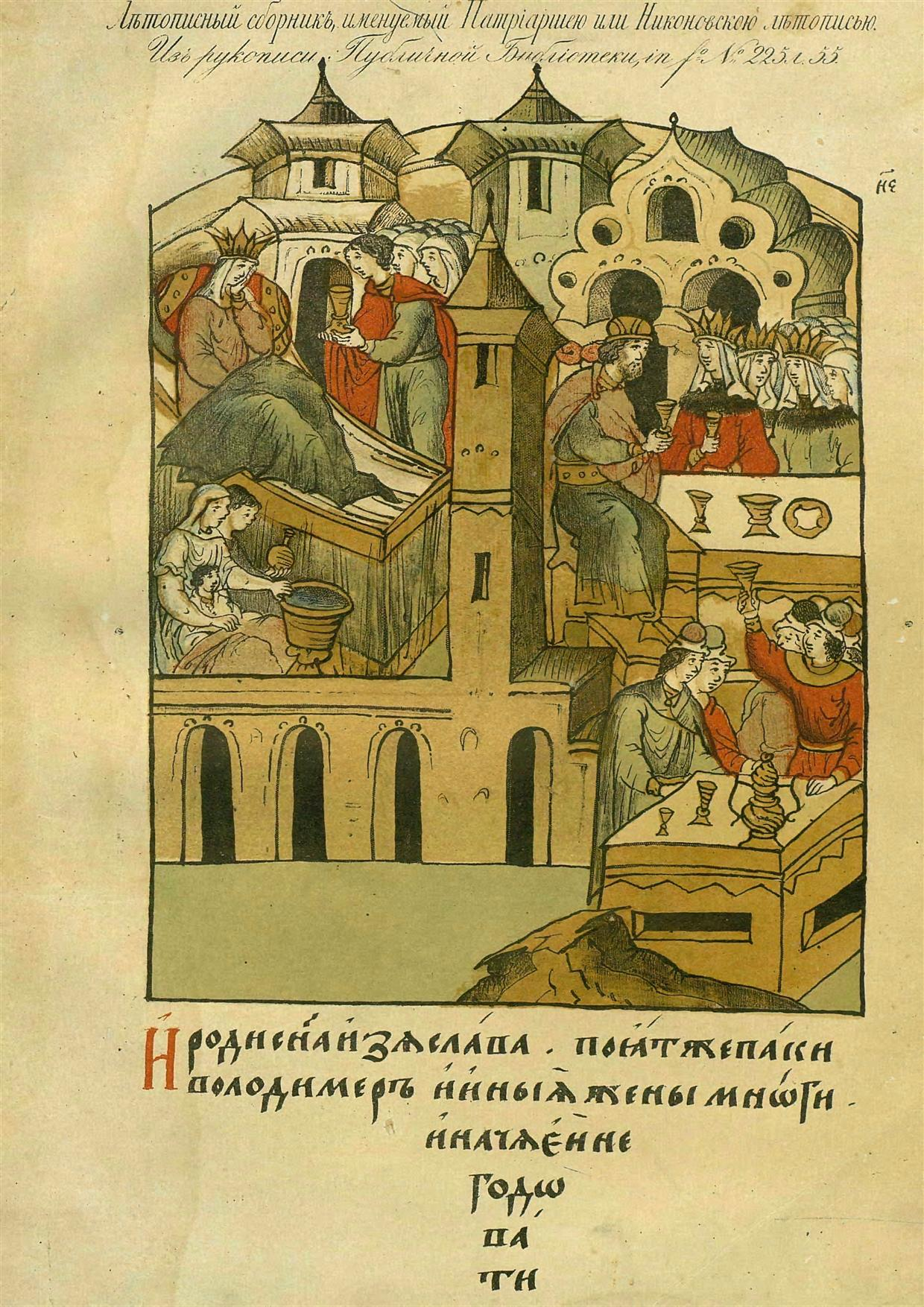
Никоновская летопись. ПСРЛ Т. 9

Согласно концепции Б. М. Клосса, оригинал первоначальной редакции Никоновской летописи представлен в списке Оболенского, а точнее, в его первых 939 листах. Этот свод составлен между 1526 и 1530 годами, при участии митрополита Московского Даниила.
Позднее к списку Оболенского были приплетены листы 940—1166 с изложением событий 1521—1556 годов. Заключительная же его часть (листы 1167—1209 из бумаги середины 1570-х годов) описывает события 1556—1558 годов.
Новая редакция Никоновской летописи была составлена около 1637 года, к тексту были добавлены «Повесть о житии Фёдора Ивановича» и «Новый летописец».
Списки:
- Список Оболенского.
- Академическая XIV, или Патриарший. Конец 1550-х годов, 875 листов. Положен в основу издания ПСРЛ. На л. 44—731 скопирован список Оболенского, доведённый до 1520 года, с л. 732 события 1521—1533 годов заимствованы из Воскресенской летописи, а события 1534—1556 годов изложены по «Летописцу начала царства».
- Академическая XV, или Никоновский. Середина XVII века, в 2 томах.
- Строгановский, или Библиотечный. Конец 1630-х годов, на 1446 листах.
- Архивский II. Середина XVII века, на 952 листах, обрывается на событиях 1491 года.
- Троицкий III. Конец 1630-х годов, на 1601 листе.
- Три более поздних списка (Ундольского, Симферопольский и Эрмитажный) самостоятельного значения не имеют.

Лаптевский, Голицынский и «Древнего летописца» тома Лицевого свода, напечатанные в ПСРЛ как варианты, имеют заметные отличия, в издании иногда печатается в два столбца.

## Состав
Соотношение объёма текста:

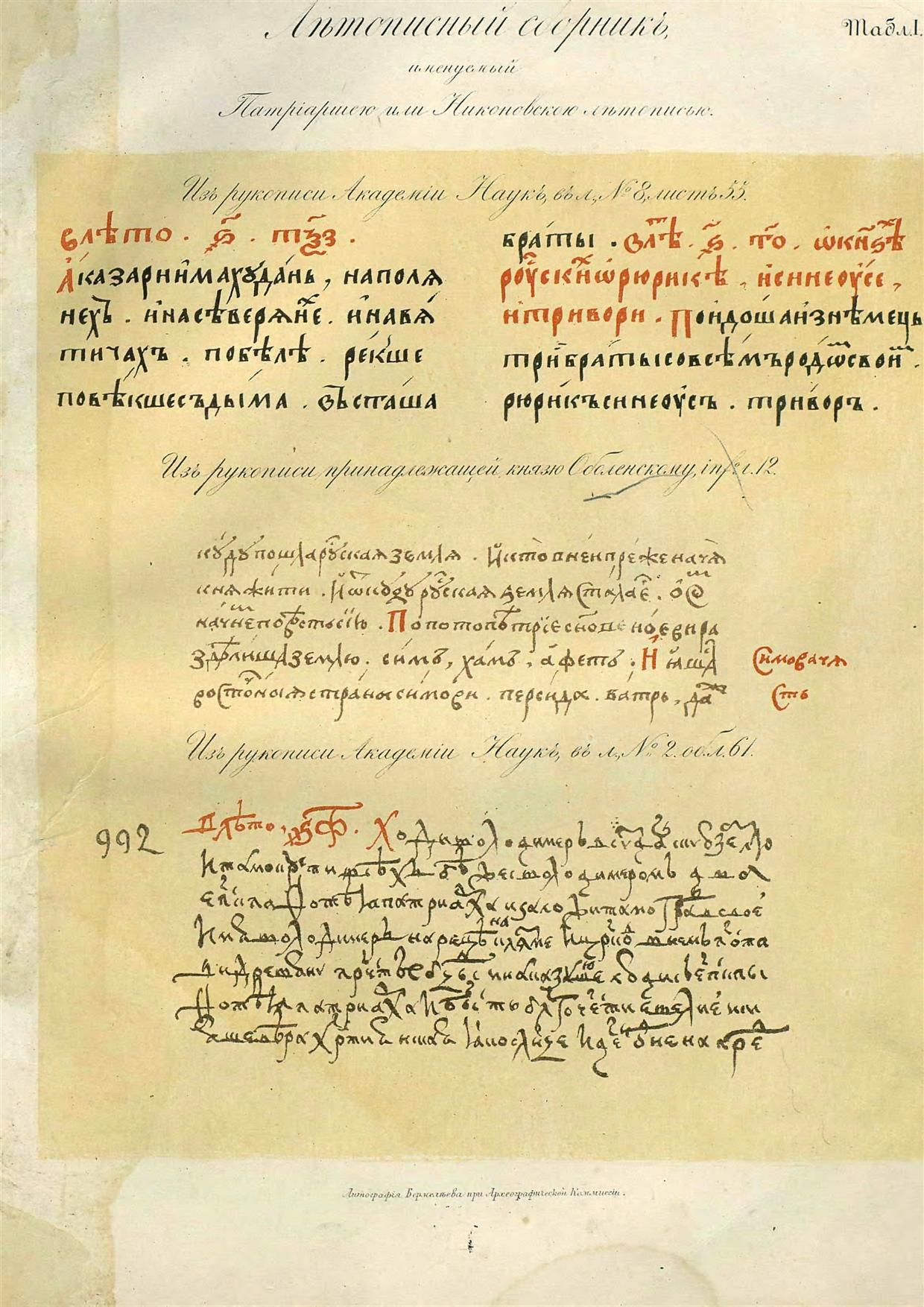
Никоновская летопись. ПСРЛ Т. 9

- Перед летописью помещены списки епископов и «Летописец вскоре» Никифора (т. IX, с. XXI—XXXI[2]).
- Вводная часть летописи (т. IX, с. 1—8),
- События за 859—985 годы (т. IX, с. 8—42),
- События за 986—1110 годы (т. IX, с. 42—142),
- События за 1111—1157 годы (т. IX, с. 142—208), подробнее начиная с 1146 года (с. 168),
- События за 1157—1203 годы (т. IX, с. 208—256; т. X, с. 1—37),
- События за 1203—1304 годы (т. X, с. 37—175),
- События за 1304—1418 годы (т. X, с. 175—234, т. XI, с. 1—234),
- События за 1419—1462 годы (т. XI, с. 234—239, т. XII, с. 1—115),
- Правление Ивана Васильевича, 1462—1505 годы (т. XII, с. 115—259),
- События за 1505—1520 годы (т. XIII, с. 1—36),
- Дополнительные тексты за 1521—1556 годы (т. XIII, с. 36—267),
- Дополнительные тексты за 1556—1558 годы (т. XIII, с. 267—300)[3].

Кроме того, в составе т. XIII и XIV ПСРЛ напечатаны также продолжения текста Никоновской летописи:
- Синодальный, Александро-Невский и Лебедевский списки с событиями 1558—1567 года (т. XIII, с. 303—408). Они также напечатаны в составе т. XXIX ПСРЛ.
- Царственная книга, события 1533—1553 годов (т. XIII, с. 409—532).
- «Повесть о честном житии Фёдора Ивановича» (т. XIV, с. 1—22).
- «Новый летописец» о событиях начала XVII века (т. XIV, с. 23—154).

Дополнительные тексты и подробные повести:
- «Сказание о хульной вере Сарацинской», под 990 годом (т. IX, с. 59—63),
- Прение Илариона Меглинского с манихеями и армянами, под 1114 годом (т. IX, с. 144—149),
- «Повесть о происхождении честного креста», под 1157 годом (т. IX, с. 210),
- Послание патриарха Луки к Андрею Боголюбскому, под 1160 годом (т. IX, с. 223—229),
- «О взятии Царьграда фрягами», под 1204 годом (т. X, с. 37—42)[5],
- Рассказ о битве на Липице (т. X, с. 69—77),
- Рассказ о битве на Калке, ошибочно под 1225 годом (т. X, с. 89—92),
- Рассказ о нашествии Батыя (т. X, с. 105—113),
- Рассказ о Невской битве (т. X, с. 119—123)[6],
- Рассказ о Ледовом побоище (т. X, с. 125—128),
- Повесть о смерти Михаила Черниговского (т. X, с. 130—133)[7],
- Повесть об убиении Батыя, под 1247 годом (т. X, с. 135—136),
- Повесть об убиении Акинфа, под 1304 годом (т. X, с. 175),
- Повесть о смерти Михаила Тверского (т. X, с. 182—186),
- Повесть о митрополите Петре, под 1326 годом (т. X, с. 191—194),
- Рассказ о смерти Александра Михайловича Тверского, под 1339 годом (т. X, с. 209—211),
- «Рукописание Магнуша», под 1352 годом (т. X, с. 224—225),
- Рассказ о преследовании христиан в Египте, под 1365 годом (т. XI, с. 7—8),
- Рассказ об осаде Твери, под 1375 годом (т. XI, с. 22—23),
- Рассказ о битве на Пьяне (т. XI, с. 27—28),
- Повесть о митрополите Алексии, под 1378 годом (т. XI, с. 29—35),
- Повесть о Митяе (т. XI, с. 35—41),
- Рассказ о битве на Воже (т. XI, с. 42—43),
- Повесть о Донском побоище (т. XI, с. 46—69), с ошибочным упоминанием митрополита Киприана,
- Повесть о нашествии Тохтамыша (т. XI, с. 71—81),
- Хождение Пимена в Царьград, под 1389 годом (т. XI, с. 95—104), с дополнением выписки из «Хождения в Иерусалим» (т. XI, с. 104—108),
- Повесть о житии и о преставлении Дмитрия Ивановича (т. XI, с. 108—121),
- Повесть о Сергии Радонежском, под 1392 годом (т. XI, с. 127—147),
- Повесть о Темире, под 1392 годом (т. XI, с. 151—153),
- Повесть о чуде Владимирской иконы Богородицы, под 1395 годом (т. XI, с. 158—161)[8],
- Рассказ о битве на Ворскле (т. XI, с. 172—174),
- Повесть о житии Михаила Александровича Тверского, под 1399 годом (т. XI, с. 175—183),
- Духовная грамота Киприана (т. XI, с. 195—197),
- Рассказ о нашествии Едигея и его грамота Василию (т. XI, с. 205—211),
- Рассказ о смерти Арсения Тверского (т. XI, с. 211—212),
- Рассказ о поставлении Григория Цамблака (т. XI, с. 226—230),
- Поучение Симеона Новгородского псковичам, под 1419 годом (т. XI, с. 234),
- Повесть о митрополите Фотии и его грамота, под 1430 годом (т. XII, с. 10—15),
- Рассказ о митрополите Исидоре на восьмом соборе, под 1439, 1440 и 1441 годами, и послание Исидора (т. XII, с. 26—30, 31—36, 37—38); послание папы Евгения князю Василию (т. XII, с. 40—41),
- Выписки из деяний соборов и «Тактикона» Никона Черногорца (т. XII, с. 43—54); сказание об отпадении латинян (т. XII, с. 54—61),
- Рассказ о пленении и ослеплении великого князя Василия, под 1446 годом (т. XII, с. 67—69),
- Рассказ об основании Царьграда, под 1453 годом (т. XII, с. 78—81)[9]; повесть о взятии Царьграда (т. XII, с. 83—97); другая повесть о взятии Царьграда (т. XII, с. 97—100)[10],
- Рассказ о походе Ивана Васильевича на Новгород в 1471 году (т. XII, с. 129—141),
- Рассказ о строительстве Успенского собора в Москве и о перенесении мощей, под 1472 годом (т. XII, с. 143—147)[11],
- Рассказ о поездке Ивана Васильевича в Новгород зимой 1475—1476 годов (т. XII, с. 158—167),
- Рассказ о походе Ивана Васильевича на Новгород зимой 1477—1478 годов (т. XII, с. 171—189),
- Рассказ о стоянии на Угре (т. XII, с. 198—203)[12],
- Поставление Дмитрия Ивановича на великое княжение, под 1498 годом (т. XII, с. 246—248),
- Рассказ о взятии Смоленска в 1514 году (т. XIII, с. 18—20)[13].

В продолжениях летописи особенно подробно изложены:
- Рассказ о нашествии Сахиб-Гирея в 1541 году (т. XIII, с. 99—114),
- О венчании Ивана Васильевича на царство (т. XIII, с. 150—151),
- Повесть о поставлении Свияжска в 1551 году (т. XIII, с. 162—170),
- Повесть о Казанском взятии (т. XIII, с. 170—228), включает несколько посланий и речей царя и митрополита Макария.

Несмотря на значительную полноту сведений, в неё вошли далеко не все тексты, имевшиеся в более ранних летописях. Например, отсутствует «Русская правда», очень кратко изложены фольклорные рассказы о мести Ольги древлянам (945 год) и об осаде печенегами Белгорода (997 год).

## Дополнения
Дополнениями к Никоновской летописи принято называть сведения летописи, не находящие аналогий в более ранних источниках.
Дополнения носят сложный характер и во многом передают представления XVI века. Еще Н. М. Карамзин относился к ним скептически, не опирался на них в основном тексте «Истории государства Российского» и в примечаниях излагал отдельно. Таких мелких дополнений, скрупулезно учтенных Карамзиным, сотни.
Особенно много сведений содержится о времени правления Владимира Святославича. В XII веке есть ряд дополнений по истории Рязанского княжества. Половцы нередко именуются татарами.
Некоторые дополнения таковы:
- Уникальные сведения о событиях в Киеве и Новгороде в 860-е годы (в частности, о Вадиме Храбром), иногда называемые «Летописью Аскольда» (т. IX, с. 9)
- О походах на волжских булгар, первая победа над которыми приписывается Кию (т. IX, с. 4), о том, как Владимир Святославич послал к ним философа Марка с проповедью христианства (т. IX, с. 58—59). Как указывает Б. М. Клосс, такие сведения были особенно актуальны в период борьбы с Казанским царством в первой половине XVI века.
- О митрополите Михаиле, которого к Владимиру якобы послал патриарх Фотий, под 988—992 годами (т. IX, с. 57, 64)
- О митрополите Леонте и первых епископах, под 992 годом (т. IX, с. 65).
- О принятии на службу печенежских князей, под 979, 988, 991 годами (т. IX, с. 39, 57, 64), а позже половецких.
- О богатырях: современниках Владимира Святославича Рагдае, Александре Поповиче, Яне Усмошвеце (т. IX, с. 68), убитом в 1185 году Добрыне Судиславиче (т. X, с. 13), участии богатырей Добрыни Златого Пояса и Александра Поповича в битве на Липице (т. X, с. 70) и их гибели вместе с 70 богатырями в битве на Калке (т. X, с. 92)[15].
- Приход послов из Рима, под 979, 1091 и 1169 годами (т. IX, с. 39, 116, 237).
- О борьбе с еретиками, под 1004 и 1123 годами (т. IX, с. 68, 152)
- Начиная с 1132 года до 1160-х годов начинается ряд известий, относящихся к Рязани: о половецком князе Амурате; тысяцком Иване Андреевиче; богатыре Темирхозе; основании города Ростиславля; тысяцком Андрее Глебовиче (т. IX, с. 158, 159, 160, 197, 205), под 1209 годом — о тысяцком Матфее Андреевиче (т. X, с. 60)

## Издания и литература
Издания:
- Руская летопись по Никонову списку. / Изданная под смотрением имп. Академии наук. СПб, 1767—1792. Ч.1 Архивная копия от 4 марта 2016 на Wayback Machine, Ч.2 Архивная копия от 4 марта 2016 на Wayback Machine, Ч.3 Архивная копия от 4 марта 2016 на Wayback Machine, Ч.4 Архивная копия от 4 марта 2016 на Wayback Machine, Ч.5 Архивная копия от 4 марта 2016 на Wayback Machine, Ч.6 Архивная копия от 4 марта 2016 на Wayback Machine, Ч.7 Архивная копия от 4 марта 2016 на Wayback Machine, Ч.8 Архивная копия от 4 марта 2016 на Wayback Machine
- ПСРЛ. Тома IX—XIV. СПб, 1863 — Пг., 1918. Переиздание: М., 2000.

Литература:
- Никоновская летопись : [арх. 17 октября 2022] // Большая российская энциклопедия : [в 35 т.] / гл. ред. Ю. С. Осипов. — М. : Большая российская энциклопедия, 2004—2017.
- Словарь книжников и книжности Древней Руси. Вып. 2. Вторая половина XIV—XVI в. Ч. 2. Л—Я. Л., 1989. С. 49—50. (статья Б. М. Клосса).
- Клосс Б. М. Никоновский свод и русские летописи XVI—XVII вв. — М.: Наука, 1980. — 312 с.
- Азбелев С. Н. Об уникальных известиях Никоновской летописи // Академик А. А. Шахматов: Жизнь, творчество, научное наследие. (К 150-летию со дня рождения) / Отв. ред. О. Н. Крылова, М. Н. Приемышева. — СПб.: Нестор-История, 2015. — С. 317–327. — 1040 с. — ISBN 978-5-4469-0774-8.
- Горский А.А. «Сказание о Мамаевом побоище», «Повесть о разорении Рязани Батыем», Никоновская летопись: о начале русской исторической беллетристики // Исторический вестник. — 2023. — Т. 45. — С. 156—177.